# Trachurus novaezelandiae
 Trachurus novaezelandiae és una espècie de peix de la família dels caràngids i de l'ordre dels perciformes que es troba a Austràlia i Nova Zelanda.
Els mascles poden assolir els 50 cm de longitud total.